# Damon Smith
Damon Jesse Smith (Spokane, 17 oktober 1972) is een Amerikaanse jazzcontrabassist van de vrije improvisatiemuziek.

## Biografie
Smith, wiens moeder een klassieke pianiste en componiste is, begon in 1991 als een e-bassist in punkbands. Onder invloed van Peter Kowalds duoalbums wisselde hij naar de contrabas en de vrije muziek. Hij maakte zijn eerste ervaringen in de bands van Marco Eneidi, vooral zijn American Jungle Orchestra. Hij studeerde bij Bill Douglas, Lisle Ellis, Kristin Zerneg, Michael Jones en Bertram Turetzky. Een trio-opname met Gianni Gebbia en Garth Powell (People in Motion, 1998) kreeg meer aandacht. Hij speelde ook met Eugene Chadbourne, Glenn Spearman, Elliott Sharp, Luc Houtkamp, Weasel Walter, Frank Gratkowski en Peter Brötzmann.
Hij begeleidde muzikale dichters als Jack Brewer, stelde de toneelversie samen voor William Whaley's versie van Henry Miller's Tropic of Capricorn en was betrokken bij de West Coast-première van Ocean, de laatste samenwerking tussen Merce Cunningham en John Cage. Met Kowald publiceerde hij een duo-opname (Mirrors - Broken but no Dust) en trad hij op tijdens het Vision Festival in 2001. In 2002 presenteerde hij zich voor het eerst in Europa op de Total Music Meeting. In het opvolgende jaar speelde hij in Ulrichsberg. Hij nam ook op met Tony Bevan en Wolfgang Fuchs. Hij werkte ook in een duo met de klarinettist Oluyemi Thomas, met Paul Hartsaws SocioCybernetic Music Machine en in zijn eigen trio met Jerome Bryerton en Jeff Chan. Met Henry Kaiser en John Butcher vormde hij het Emergency String Ensemble, een eerbetoon aan het Spontaneous Music Ensemble.

## Discografie
- 2000: Marco Eneidi - Peter Kowald - Damon Smith - Spirit Ghetto Calypso (Not Two Records)
- 2004: Birgit Ulher / Damon Smith / Martin Blume Sperrgut
- 2005: Biggi Vinkeloe / Smith / Kjell Nordeson Elegans
- 2008: Paul Hartsaw, Kristian Aspelin, Damon Smith, Jerome Bryerton: Ausfegen: Dedicated to Joseph Beauys (Balancing Point Acoustics)
- 2013: Jaap Blonk, Damon Smith, Sandy Ewen, Chris Cogburn North of Blanco
- 2015: Alvin Fielder/Damon Smith Duo: Song for Chico (Balance Point Acoustics)
- 2017: Danny Kamins, Damon Smith, Alvin Fielder, Joe Hertenstein: After Effects (FMR Records)
- 2018: William Hooker Trio met Ava Mendoza & Damon Smith: Remembering (Astral Spirits)
- 2019: Winter Solos (Balance Point Acoustics)

- Bibliothèque nationale de France: cb165492999 (data)
- Gemeinsame Normdatei: 1215466951
- International Standard Name Identifier: 0000 0000 6975 8515
- Library of Congress Control Number: no2009125446
- MusicBrainz: 68be91b1-8016-4747-a727-009c145edd97
- Nationale Bibliotheek van Israël: 987007377168905171
- Nationale en Universitaire bibliotheek Zagreb: 000609741
- Nederlandse Thesaurus van Auteursnamen: 338264167
- Système universitaire de documentation: 157705978
- Virtual International Authority File: 300556328